# 伊奈宗富
伊奈 宗富（いな そうふ）は、戦国時代の武将。

## 経歴・人物
信濃伊奈郡出身のため伊奈姓を名乗ったとされるが、水上宗富とする史料もある。武田信玄の頃より甲斐武田氏に仕え、勝頼の頃は、信濃深志城の城主馬場信春の留守居を務めた。天正10年（1582年）3月の甲州征伐における深志城やその周辺での記録は見えず、それ以前に死去したと推測されている。